# Майер, Вильгельм Евгеньевич
Вильге́льм (Васи́лий) Евге́ньевич Ма́йер (нем. Wilhelm Maier; 6 декабря 1918, Высокополье — 10 февраля 1985, Ижевск) — советский историк-медиевист, германист, аграрник, также обращался к удмуртоведению. Доктор исторических наук (1968), профессор (1969), заведующий кафедрой всеобщей истории Удмуртского госуниверситета с 1964 года, также был проректором по научной работе. Заслуженный деятель науки Удмуртской АССР.

## Биография
Родился в крестьянской семье в с. Высокополье. Закончил ср. нем. школу в Запорожье. В сентябре 1937 года поступил на истфак МГУ, занимался на кафедре новой истории. Студентом был приглашён на работу в ИМЭЛ. Не окончив пятого курса, 7 июля 1941 года добровольцем ушёл на фронт; однако, как этнический немец, вскоре был отозван из рядов Красной армии и отправлен в тыл, оказавшись с 1942 года в Удмуртии. После окончания войны в 1945 году окончил МГУ. С того же года и до конца жизни преподавал в Удмуртском пединституте (госуниверситете), с 1964 года заведовал кафедрой всеобщей истории, был проректором по научной работе (1972—1976).
В 1955 году защитил кандидатскую диссертацию «„Уставы“ (Weistümer) как источник по изучению положения крестьян в Германии в конце XV — начале XVI вв.», а в 1968 году в МГПИ им. В. И. Ленина — докторскую диссертацию «Развитие производительных сил сельского хозяйства и аграрные отношения в Германии в XIV—XVI вв.». Стал первым доктором наук в Удмуртском пединституте.
Был председателем республиканского Общества дружбы СССР-ГДР, возглавлял республиканский атеистический совет, являлся членом президиума республиканского Комитета защиты мира. Награждён многими медалями.
Супруга — Борислава Петровна, в девичестве Сысоева, педагог; в браке с 1946 года.
Памяти историка посвящены ежегодные Майеровские чтения в Институте истории и социологии УдГУ.

## Основные работы
- Крестьянство Германии в эпоху позднего феодализма. М.: Высшая школа, 1985. — (Библиотека историка).